# حرب التنظيم
قالب:Campaignbox Regulator Movementحرب التنظيم، المعروفة أيضًا باسم حركة المنظم، هي انتفاضة في مستعمرات كارولاينا الأمريكية البريطانية، استمرت من حوالي 1765 إلى 1771، وفيها حمل المواطنون السلاح ضد المسؤولين الاستعماريين، الذين اعتبروهم فاسدين. على الرغم من أن التمرد لم يغير بنية السلطة، إلا أن بعض المؤرخين يعتبرونه حافزًا للحرب الثورية الأمريكية. يرى آخرون مثل جون سبنسر باسيت أن المنظمين لم يرغبوا في تغيير شكل أو مبدأ حكومتهم، لكنهم أرادوا ببساطة جعل العملية السياسية للمستعمرة أكثر مساواة. لقد أرادوا ظروفًا اقتصادية أفضل للجميع، بدلًا من نظام أفاد بشكل كبير المسؤولين الاستعماريين وشبكة أصحاب المزارع التابعين لهم بالقرب من الساحل بشكل رئيسي. يفسر باسيت أحداث أواخر ستينيات القرن الثامن عشر في أورانج والمقاطعات المحيطة بها على أنها «... انتفاضة فلاحين، واضطراب شعبي».

## أسباب التمرد

### ازدياد عدد السكان ووصول مستوطنين جدد
شهدت المقاطعات الاستعمارية البريطانية في كارولينا الشمالية وكارولينا الجنوبية نموًا سكانيًا هائلًا في ستينيات القرن الثامن عشر، بعد الهجرة المتزايدة للمستعمرين القادمين من المدن الشرقية بحثًا عن فرص أكبر في الغرب الريفي الناشئ. كان القسم الداخلي من المستعمرات يتألف في الغالب من مزارعين وكان الاقتصاد هناك زراعيًا. بدأ التجار والمحامون بالتحرك غربًا، ما أدى إلى اضطراب البنية الاجتماعية والسياسية.  وانضم إليهم مهاجرون اسكتلنديون-إيرلنديون جدد، سكنوا المناطق النائية.

### الكساد الاقتصادي
في الوقت ذاته، عانى المجتمع الزراعي الداخلي المحلي من كساد اقتصادي عميق بسبب الجفاف الشديد طوال العقد السابق.  كلف فقدان المحاصيل المزارعين مصدر غذائهم وكذلك وسائل دخلهم الأساسية، ما دفع الكثيرين إلى الاعتماد على البضائع التي يجلبها التجار الوافدون حديثًا. بسبب فقدان الدخل، وقع المزارعون المحليون غالبًا في الديون. اعتمد التجار بدورهم على المحامين والمحكمة لتسوية المنازعات. كانت الديون شائعة في ذلك الوقت، ومن عام 1755 إلى عام 1765، زادت القضايا المعروضة على المحكمة ما يقرب ستة عشر ضعفًا، من سبعة سنويًا إلى 111 في مقاطعة أورانج بولاية كارولينا الشمالية وحدها.

### الحرب الطبقية والفساد السياسي
غالبًا ما تؤدي مثل هذه القضايا في المحاكم إلى فقدان المزارعين لمنازلهم وممتلكاتهم، لذلك كَبُر استياءهم من وجود الوافدين الجدد. أدى التحول في السكان والسياسة في النهاية إلى اختلال التوازن داخل محاكم المستعمرة، واستخدم المحامون الجدد المثقفون معرفتهم الفائقة بالقانون لمصلحتهم غير العادلة في بعض الأحيان. شكلت زمرة صغيرة من المسؤولين الأثرياء دائرة داخلية حصرية مسؤولة عن الشؤون القانونية للمنطقة. كان يُنظر إلى المجموعة على أنها حلقة محكمة مكونة من مسؤولين استولوا على معظم السلطة السياسية لأنفسهم. وتفاقم سوء استخدام نظام العدالة بسبب جباية الضرائب المحلية من قبل نقباء الشرطة المحليين الذين تدعمهم المحاكم. في كثير من القضايا، كان نقباء الشرطة والمحاكم يسيطرون وحدهم على مناطقهم المحلية. كتب المؤرخ ويليام س. باول أن هؤلاء المسؤولين المحليين كان يُنظر إليهم على أنهم ظالمون وغير أمناء، إذ تورطوا في ابتزاز واختلاس ومخططات أخرى لمنفعة أنفسهم.
كان أحد الاحتجاجات المبكرة هو خطاب ناتبوش، الذي ألقاه جورج سيمز في 6 يونيو 1765. كان جورج من ناتبوش (لاحقًا ويليامزبورو، كارولينا الشمالية). كان هذا الخطاب احتجاجًا على المسؤولين الإقليميين والمقاطعات والرسوم التي فرضوها على سكان مقاطعة غرانفيل. أدى هذا الخطاب لاحقًا إلى حركة المنظم في ولاية كارولينا الشمالية.

### تجمع المنظمين ووصول الحاكم تريون
في عام 1764، كان عدة آلاف من الأشخاص من ولاية كارولينا الشمالية، معظمهم من مقاطعات أورانج وغرانفيل وأنسون في المنطقة الغربية، غير راضين عن مسؤولي كارولينا الشمالية الأثرياء، الذين اعتبروهم قساة وتعسفيين واستبداديين وفاسدين.  مع وصول الحاكم الملكي ويليام تريون عام 1765، ساءت الظروف المتقلبة في كارولينا الشمالية بشكل متزايد. كان العديد من الضباط جشعين وغالبًا ما كانوا يجتمعون مع مسؤولين محليين آخرين لتحقيق مكاسب شخصية. كان النظام بأكمله يعتمد على نزاهة المسؤولين المحليين، الذين انخرط العديد منهم في عمليات ابتزاز؛ غالبًا ما أثرت الضرائب المحصلة على جباية الضرائب مباشرة. نال النظام الموافقة من قبل الحاكم تريون، الذي كان يخشى فقدان دعم مختلف مسؤولي المقاطعة.
أصبحت الجهود المبذولة للقضاء على نظام الحكومة تُعرف باسم انتفاضة المنظمين، أو حرب التنظيم، أو حرب المنظمين. قيل إن أكثر المناطق تضررًا هي مقاطعات روان وأنسون وأورانج وجرانفيل وكمبرلاند ودوبس. لقد كانت الانتفاضة صراعًا بين معظم المواطنين من الطبقة الدنيا، الذين يشكلون غالبية سكان الريف في كارولينا الشمالية وكارولينا الجنوبية، ونخبة المزارعين الثرية، التي شكلت حوالي 5% من السكان ولكنها حافظت على السيطرة الكاملة تقريبًا على الحكومة.
كان الهدف الأساسي المعلن للهيئات التنظيمية هو تشكيل حكومة نزيهة وتقليل الضرائب. اعتبر رجال الأعمال/السياسيون الأثرياء الذين حكموا ولاية كارولينا الشمالية أن هذه الهيئات تشكل تهديدًا لسلطتهم. في النهاية، أدخلوا الميليشيا لسحق التمرد وشنقوا قادته. تشير التقديرات إلى أنه من بين 8000 شخص كانوا يعيشون في مقاطعة أورانج في ذلك الوقت، كان هناك ما يقرب من 6000 إلى 7000 شخصًا يدعمون المنظمين.
تعتبر حرب التنظيم عاملًا مساعدًا للحرب الثورية الأمريكية، وقد شنت ضد المسؤولين الفاسدين الذين يمثلون الملك والتاج. أصبح ما يقرب من 300 منظم جزءًا من حركة باتريوت، وحوالي 30 فقط أعلن الولاء للتاج البريطاني.

## قيادة المنظم تحت زعامة هيرمان هازبند
أصبح هيرمان هازبند أحد القادة غير الرسميين للمنظمين. كان هازبند من ولاية ماريلاند، ولد لعائلة من طائفة الكويكر. كان أحد العيوب الرئيسية في حملة هازبند هو محاولته الدعوة لعلاقات جيدة مع المناطق الشرقية من ولاية كارولينا الشمالية، ومعظمها لم يتأثر بالقضايا مع نقباء الشرطة المحليين. تمتع هازبند بسيطرة قليلة جدًا على المنظمين، الذين عارضوا عمومًا سياساته في كسب المشاعر العامة وارتكبوا أعمال عنف طفيفة على فترات منتظمة.
كان جيمس هانتر زعيمًا آخر للمنظمين. رفض تولي قيادة المنظمين بعد رحيل هازبند قبل معركة ألامانس. كان تحت سيطرة الكابتن بنجامين ميريل حوالي 300 رجل وكان سيتولى القيادة العسكرية بعد جيمس هانتر، لكنه لم يكن قادرًا على الخدمة في معركة ألامانس.

## القوى المناهضة للمنظمين
شغل الحاكم آرثر دوبس، الذي كتب أعمالًا شهيرة مثل التجارة وتحسين هيليند ودفاع الكابتن ميدلتون، منصب الحاكم الملكي لولاية كارولينا الشمالية حتى وفاته في عام 1765. خلفه ويليام تريون. كان لدى تريون منزل فخم بُني عام 1770 في نيو برن. وقد استاء المنظمون، الذين كانوا يدفعون بالفعل ضرائب كبيرة، من هذا الأمر. نُقل عن وليام (المنظم) بتلر قوله: «نحن مصممون على عدم دفع الضريبة للسنوات الثلاث القادمة، للصرح أو منزل الحاكم، ولن ندفع ثمنها».
خلف الحاكم يوشيا مارتن الحاكم تريون في منصبه بعد انتهاء التمرد مباشرة. خففت سياساته العبء على المنظمين السابقين وسمحت لهم بالعودة إلى المجتمع. كان إدموند فانينغ هو المعارض الرئيسي للمنظمين. تخرج من كلية ييل، وكان يعتبره أصدقاؤه عمومًا منضبطًا وحازمًا. شغل العديد من المناصب السياسية في مقاطعة أورانج. أدين ذات مرة باختلاس أموال (مع فرانسيس ناش) ولكنه غُرم بنسًا واحدًا فقط لكل تهمة.